# امان‌آباد (سراوان)
امان‌آباد، روستایی در دهستان اسفندک بخش مهرگان شهرستان سراوان در استان سیستان و بلوچستان ایران است.

## جمعیت
بر پایه سرشماری عمومی نفوس و مسکن در سال ۱۳۹۵، جمعیت این روستا برابر با ۱۸۹ نفر (۴۳ خانوار) بوده‌است.